# Arthrosporium albicans
Arthrosporium albicans är en svampart som först beskrevs av Pier Andrea Saccardo, och fick sitt nu gällande namn av Pier Andrea Saccardo 1886. Arthrosporium albicans ingår i släktet Arthrosporium, divisionen sporsäcksvampar och riket svampar.   Inga underarter finns listade i Catalogue of Life.